# Ізяк-Нікітино (Шарлицький район)
Ізя́к-Нікі́тино (рос. Изяк-Никитино) — село у складі Шарлицького району Оренбурзької області, Росія.

## Населення
Населення — 94 особи (2010; 141 у 2002).
Національний склад (станом на 2002 рік):
- росіяни — 91 %